# Закони про зґвалтування
Закони про зґвалтування — юридичні норми, які визначають зґвалтування як кримінальний злочин та встановлюють покарання за його вчинення. Ці закони покликані захищати фізичну недоторканність та сексуальну автономію особи. Вони можуть включати різні положення, такі як визначення зґвалтування, обставини, які обтяжують або пом'якшують вину, процесуальні аспекти розслідування та судового розгляду, а також заходи захисту жертв.
Зґвалтування — це різновид сексуального насильства, ініційованого однією або кількома особами проти іншої особи без згоди цієї особи. Дія може здійснюватися із застосуванням фізичної сили, під погрозою чи маніпуляцією, шляхом видавання себе за іншу особу або за участю особи, яка не здатна дати дійсну згоду.
Визначення зґвалтування різняться, але зазвичай вони вимагають певного ступеня сексуального проникнення без згоди. Термін «згода» також змінюється в залежності від законодавства. Неповнолітні, наприклад, часто вважаються надто молодими, щоб погоджуватися на статеві стосунки зі старшими (див. Розбещення та Вік сексуальної згоди). Згода також вважається недійсною, якщо вона була отримана під примусом або від особи, яка не має можливості зрозуміти суть вчинку через такі чинники, як молодий вік, розумова вада або сп'яніння.
У багатьох юрисдикціях, наприклад у Канаді та кількох штатах США та Австралії, більше немає традиційного загального права злочину зґвалтування, яке завжди вимагало, щоб відбулося сексуальне проникнення. Деякі з цих юрисдикцій натомість створили нові статутні правопорушення, такі як сексуальне насильство або злочинна сексуальна поведінка, які криміналізують статевий контакт без згоди та без будь-якої вимоги щодо наявності статевого акту.
Закони про зґвалтування відіграють важливу роль у захисті прав людини та забезпеченні справедливості. Вони спрямовані на запобігання насильству, забезпечення відповідальності винних та надання підтримки жертвам. У багатьох країнах законодавство про зґвалтування є предметом постійного реформування з метою адаптації до сучасних стандартів прав людини та врахування нових викликів.

## Термінологія та визначення
Залежно від юрисдикції зґвалтування може кваліфікуватися як сексуальний злочин або злочин проти особи. Зґвалтування також можна охарактеризувати як форму нападу при обтяжуючих обставинах або побої, або обох, непристойного нападу або сексуального насильства або побиття, або всього разом.

### Actus reus
Для підтримання обвинувального вироку у справі про зґвалтування можуть знадобитися докази того, що обвинувачений мав сексуальне проникнення з іншою особою. Залежно від юрисдикції, actus reus зґвалтування може складатися з «проникнення» в жінку, або «статевого акту» конкретно з жінкою (включаючи дівчину), або жінкою чи чоловіком (у тому числі дівчинкою чи хлопчиком) загалом, або вступає в статевий акт з особою (цей термін включає інтерсексуальну особу, яка, можливо, не є ні жінкою, ні чоловіком) або має «сексуальний зв'язок» з особою, яка постраждала від проникнення статевого члена в геніталії цієї особи або проникнення статевого члена в піхву, анус або рот (ці терміни тлумачаться як такі, що включають органи, сконструйовані хірургічним шляхом) людини.
У справі «Прокурор проти Анто Фурунджії» Міжнародний кримінальний трибунал для колишньої Югославії включив феляцію до визначення зґвалтування, оскільки [параграф 183]: «Судова палата вважає, що примусове проникнення чоловічого статевого органу в рот є найбільш принизливим і суть усього корпусу міжнародного гуманітарного права, а також права прав людини полягає в захисті людської гідності кожної людини, незалежно від її статі».

### Mens rea
Країни світу відрізняються один від одного тим, як вони підходять до елементу mens rea в законі про зґвалтування (тобто переконання обвинуваченого в тому, що жертва не дає або може не дати згоду), а також тим, як вони покладають тягар доказування щодо переконання в наявності згоди.
Наприклад, відповідно до Закону про сексуальні злочини 2003 року Великої Британії переконання мають бути «обґрунтованими» і «Чи є переконання обґрунтованим, має визначатися з урахуванням усіх обставин, у тому числі будь-яких кроків, які вжив A, щоб переконатися, що B згоден».
У деяких юрисдикціях mens rea є досить складним, наприклад, у Новому Південному Вельсі, де закон гласить:
|  | Розділ 61HA Згода щодо злочинів, пов'язаних із сексуальним насильством (3) Знання про згоду Особа, яка вступає в статевий акт з іншою особою без її згоди, «знає, що інша особа не дає на це згоди». на статевий акт, якщо (a) особа знає, що інша особа не дає згоди на статевий акт, або (б) особа легковажно ставиться до того, що інша особа дає згоду на статевий акт, або (c) особа не має достатніх підстав вважати, що інша особа дає згоду на статеві зносини. Для того, щоб зробити такий висновок, особа, яка розглядає справу, повинна взяти до уваги всі обставини справи: (d) включаючи будь-які кроки, зроблені особою, щоб з'ясувати, чи згодна інша особа на статевий акт, але (e) не включаючи будь-яке самоіндуковане сп'яніння особи. |

У Пояснювальній доповіді Стамбульської конвенції в пункті 189 зазначено: «Тлумачення слова „навмисно“ залишається на розсуд національного законодавства, але вимога щодо умисної поведінки стосується всіх елементів злочину». [щодо статті 36 Конвенції — Сексуальне насильство, включаючи зґвалтування].

### Супутні обставини
Зґвалтування було визначено таким чином, щоб вимагати доказів того, що відповідний статевий акт було вчинено без згоди жертви, або таким чином, щоб вимагати доказів того, що це було зроблено або без її згоди, або, альтернативно, проти її волі.
Не завжди вимагається, щоб жертва не давала згоди. В Англії та Вельсі розділ 5 Закону про сексуальні злочини 2003 року передбачає злочин «зґвалтування дитини віком до 13 років» і не містить жодного посилання на згоду. Після опису сексуального акту, який забороняється цим злочином, у пояснювальних примітках до закону зазначається, що «не має значення, чи давала дитина згоду на цей акт, чи ні».

У справі MC проти Болгарії Європейський суд з прав людини постановив, що жертва не обов'язково має чинити фізичний опір для вчинення злочину зґвалтування [параграф 166]:
Суд переконаний, що будь-який жорсткий підхід до кримінального переслідування сексуальних злочинів, наприклад, вимога доведення фізичного опору за будь-яких обставин, може призвести до того, що певні види зґвалтувань залишаться безкарними і, таким чином, поставити під загрозу ефективний захист сексуальної автономії особи. Відповідно до сучасних стандартів і тенденцій у цій сфері, позитивні зобов'язання держав-членів за статтями 3 і 8 Конвенції [Конвенція про захист прав людини і основоположних свобод] повинні розглядатися як такі, що вимагають покарання та ефективного переслідування будь-якого сексуального акту без згоди, в тому числі за відсутності фізичного опору з боку потерпілої особи.
Деякі обставини, наприклад, коли жертву викрадають або тримають під вартою, або в умовах війни чи геноциду, можуть розглядатися як настільки примусові, що припускають повну відсутність згоди; наприклад, у справі МТКЮ, Прокурор проти Кунараца, Ковача та Вуковича, щодо зґвалтування під час боснійської війни було винесено рішення, коли жінок утримували в центрах ув'язнення в надзвичайно суворих умовах, і їх відбирали для сексу солдати та поліцейські, було винесено рішення, що [пункт 132]: «Такі затримання становлять обставини, які були настільки вимушеними, що скасували будь-яку можливість згоди».
У законодавстві виникає питання про те, хто може законно давати згоду, наприклад, щодо осіб, які страждають на розумову або фізичну інвалідність. Незважаючи на те, що закони відрізняються залежно від юрисдикції, нові міжнародні стандарти свідчать про те, що розумова або фізична вада людини сама по собі не повинна робити сексуальні стосунки незаконними, а скоріше експлуатація або зловживання такою інвалідністю з боку злочинця має робити це: у Європейський Союз, Директива 2011/93/ЄС Європейського Парламенту та Ради від 13 грудня 2011 року говорить (стосовно визначення законної згоди дитини, яка досягла віку згоди): «(10) Інвалідність, сама по собі не означає автоматично неможливості дати згоду на статеві стосунки, однак зловживання наявністю такої інвалідності з метою вступу в сексуальні дії з дитиною має бути криміналізовано».

### Визначення та статут

#### Загальне
Починаючи з другої половини ХХ століття, визначення злочину зґвалтування зазнало серйозних змін у багатьох країнах, особливо в західних країнах. Воно розвинулося від свого вузького традиційного визначення примусового проникнення пеніса у піхву поза шлюбом до ширшого визначення, яке включає примусовий секс у шлюбі (шлюбне зґвалтування), а також може включати інші сексуальні акти (такі як анальний або оральний); останніх традиційно розглядали за законами про содомію. Це перевизначення зґвалтування призвело до визначення зґвалтування чоловіків. Також відбулися зміни в законодавчому визначенні згоди/примусу.
Протягом останніх десятиліть у багатьох юрисдикціях було внесено дві різні зміни щодо кримінального злочину зґвалтування, оскільки воно стосується сімейного стану:
- криміналізація зґвалтування між подружжям («зґвалтування у шлюбі»);
- скасування застереження про те, що, якщо після акту зґвалтування жертва та злочинець одружуються одне з одним, переслідування припиняється («закон про одруження з ґвалтівником»).

#### Подружнє зґвалтування
Протягом більшої частини історії зґвалтування в шлюбі не було злочином. Більшість культур погоджувалися з ідеєю існування «подружніх прав» на статеві зносини з подружжям, і аж до ХХ століття більшість правових систем загалом визнавали, відкрито чи мовчазно, що такі «права» можуть бути відібрані силою проти волі дружини. Традиційне розуміння та погляди на шлюб, зґвалтування, сексуальність, гендерні ролі та самовизначення почали піддаватися сумніву в більшості західних країн у 1960-1970-х роках, що протягом наступних десятиліть призвело до подальшої криміналізації зґвалтування у шлюбі. За кількома помітними винятками, саме протягом останніх 30 років було прийнято більшість законів проти зґвалтування у шлюбі. Кілька країн Східної Європи та Скандинавії визнали зґвалтування подружжям незаконним до 1970 року, але інші країни Західної Європи та англомовного західного світу заборонили це набагато пізніше, переважно у 1980-х та 1990-х роках.

Зґвалтування у шлюбі включено до Декларації 1993 року про ліквідацію насильства щодо жінок як форми насильства щодо жінок, де сказано:
Насильство щодо жінок охоплює наступне, але не обмежується ним: (a) Фізичне, сексуальне та психологічне насильство, що має місце в сім'ї, включаючи побиття, сексуальне насильство над дітьми жіночої статі в сім'ї, насильство, пов'язане з приданим, «зґвалтування в шлюбі», каліцтво жіночих статевих органів та інші традиційні практики, що завдають шкоди жінкам, позашлюбне насильство та насильство, пов'язане з експлуатацією....
Він також включений до Рекомендації Ради Європи Rec(2002)5 Комітету міністрів державам-членам щодо захисту жінок від насильства, де йдеться:
Це [насильство щодо жінок] включає, але не обмежується наступним: a. насильство, що відбувається в сім'ї або домашньому осередку, включаючи, «серед іншого», фізичну та психічну агресію, емоційне та психологічне насильство, зґвалтування та сексуальне насильство, інцест, «зґвалтування між подружжям, постійними або випадковими партнерами та співмешканцями», злочини, скоєні в ім'я честі, каліцтво жіночих статевих органів та сексуальне насильство, а також інші традиційні практики, що завдають шкоди жінкам, наприклад, примусові шлюби....
Крім того, Всесвітня організація охорони здоров'я визначає сексуальне насильство як: «будь-який статевий акт, спроба отримати статевий акт, небажані сексуальні коментарі або заохочення, або дії з метою торгівлі людьми, або іншим чином спрямовані проти сексуальної приналежності особи з використанням примусу будь-якою особою. незалежно від їхніх стосунків із жертвою, у будь-якій обстановці, включаючи, але не обмежуючись, вдома та на роботі».
Країни, які вирішили ратифікувати Конвенцію Ради Європи про запобігання та боротьбу з насильством щодо жінок і домашнім насильством, перший юридично обов'язковий інструмент у Європі у сфері насильства щодо жінок, зобов'язані дотримуватися її положень, щоб гарантувати, що несексуальні акти за згодою, вчинені проти подружжя або партнера, є незаконними. Конвенція набула чинності в серпні 2014 року.

#### Закон про одруження з ґвалтівником
Закон про одруження з ґвалтівником або закон про зґвалтування стверджує, що ґвалтівник не буде притягнутий до відповідальності, якщо він одружиться на своїй жертві. Хоча терміни для цього явища були введені лише в 2010-х роках, ця практика підтримувалася законами про зґвалтування в багатьох правових системах протягом історії. Наприкінці ХХ та на початку ХХІ століття закони цього типу, що залишилися, дедалі частіше оскаржувалися та скасовувалися в ряді країн.

#### Як злочин викрадення
Спочатку, у Стародавньому Римі, «зґвалтування» було злочином, який визначав насамперед акт викрадення чоловіком жінки без згоди чоловіка, під чиєю владою вона була (як правило, батька або чоловіка). При цьому статевий акт був необов'язковий. Більше того, у багатьох правових системах (наприклад, у Франції XVII століття) згода жінки на статевий акт не була захистом — дія все одно вважалася злочином, якщо вона була зроблена без згоди її батька. Хоча закони про зґвалтування відрізнялися залежно від історичного періоду та культури, деякі елементи були спільними для більшості юрисдикцій до другої половини ХХ століття (коли закони про зґвалтування зазнали серйозних змін): «зґвалтування» було злочином, який можна було вчинити лише між сторонами, які не були одружені один з одним, а лише чоловіком проти жінки.

## Покарання

### Покарання нападників
Покаранням за зґвалтування в більшості країн сьогодні є позбавлення волі. Кастрація іноді є покаранням за зґвалтування, і, що викликає суперечки, деякі юрисдикції США дозволяють коротші покарання для сексуальних злочинців, які погоджуються на добровільну хімічну кастрацію.
У минулому зґвалтування часто карали смертю, а сьогодні воно карається смертю принаймні в дев'яти країнах: Китаї, Афганістані, Об'єднаних Арабських Еміратах, Єгипті, Ірані, Саудівській Аравії, Пакистані та Північній Кореї. У деяких з цих випадків застосовуються особливі обставини. Наприклад, в Індії зґвалтування карається смертною карою лише в тому випадку, якщо жертва помирає або перебуває у стійкому вегетативному стані, та/або якщо ґвалтівник є рецидивістом, а в Ірані смертний вирок за зґвалтування може бути замінений компенсацією, з ув'язненням або без ув'язнення і шмагання, якщо жертва цього бажає.
У 1977 році у справі Кокер проти Джорджії Верховний суд Сполучених Штатів постановив, що смертна кара за зґвалтування дорослої жінки є жорстоким і незвичайним покаранням, і тому заборонив її як порушення Восьмої поправки до Сполучених Штатів. Конституція. У 2008 році у справі Кеннеді проти Луїзіани було винесено таке саме рішення щодо зґвалтування дитини.
Тюремні покарання за зґвалтування неоднакові. Дослідження, проведене Міністерством юстиції США щодо звільнення з в'язниць у 1992 році, в якому взяли участь близько 80 відсотків ув'язнених, показало, що середній термін покарання для засуджених ґвалтівників становив 9,8 років, тоді як фактичний термін відбування покарання становив 5,4 роки. Це відповідає типовій моделі насильницьких злочинів у США, де засуджені зазвичай відбувають не більше половини терміну покарання.
У період з 2002 по 2003 рік більш ніж один з десяти засуджених ґвалтівників у штаті Вікторія, Австралія, відбував умовний термін покарання, а середній загальний ефективний вирок за зґвалтування становив сім років. В Республіці Ірландія середній термін покарання за зґвалтування становить 5–7 років.

### Покарання жертв
Деякі суспільства карають як жертв зґвалтування, так і винних. За такими культурами, зґвалтування ганьбить не злочинця, а жертву та, у багатьох випадках, сім'ю жертви. У деяких країнах (наприклад, у Лівії, Афганістані) щоб відновити честь імені родини, зґвалтованих жінок іноді вбивають.
Певні культури історично пропагували систему честі, безчестя та сорому, яка особливо суворо застосовувалася до жінок. Жертва зґвалтування вважалася б такою, що втратила почесну репутацію та місце в суспільстві, втрата честі також призвела до ганьби для сімейної групи жінки. У ранньому стародавньому Римі, стародавньому Китаї та інших культурах існував тиск, який спонукав жінок до самогубства після того, як вони стали жертвами зґвалтування. У шекспірівській драмі «Тіт Андронік» головний герой убиває свою зґвалтовану, покалічену доньку, вбиваючи, як він вважає, з милосердя. Подібним чином, самогубство жінок-жертв зґвалтування через почуття сорому також історично задокументовано в китайській та японській культурі.
У країнах, які забороняють блуд або подружню зраду, жертви зґвалтування можуть підпадати під дію цих законів (якщо вони не можуть довести факт зґвалтування та/або якщо буде виявлено, що вони не були незайманими під час нападу — у випадку неодружених жертв).

## Міжнародні настанови, рекомендації та зобов'язання
Останніми роками з'явилися різні вказівки та рекомендації міжнародних правозахисних організацій щодо зґвалтувань і сексуального насильства. Одна з висунутих точок зору полягає в тому, що злочин «зґвалтування» слід замінити ширшим злочином «сексуальне насильство». Наприклад, Посібник із законодавства про насильство щодо жінок від Департаменту ООН з економічних і соціальних справ Відділу з питань покращення становища жінок містить такі пропозиції щодо законодавства про сексуальне насильство:
Законодавство повинно:
- Визначити сексуальне насильство як порушення тілесної недоторканності та сексуальної автономії;
- Замінити існуючі злочини зґвалтування та «непристойних дій» широким терміном «сексуальне насильство», що класифікується за ступенем шкоди, завданої потерпілому;
- Передбачити обтяжуючі обставини, включаючи, але не обмежуючись ними, вік потерпілої особи, стосунки між злочинцем та потерпілою особою, застосування насильства або погрози його застосування, присутність кількох злочинців, а також тяжкі фізичні або психічні наслідки нападу на жертву;
- Виключити будь-яку вимогу про те, що сексуальне насильство має бути вчинено із застосуванням сили або насильства, а також будь-яку вимогу щодо доказу проникнення, та мінімізувати вторинну віктимізацію заявника/потерпілої особи під час судового розгляду шляхом введення в дію визначення сексуального насильства, яке б не містило жодних інших вимог:
  - Вимагає наявності «однозначної та добровільної згоди» та вимагає доведення обвинуваченим кроків, вжитих для з'ясування того, чи була згода заявниці/потерпілої; або
  - Вимагає, щоб діяння відбувалося за «примусових обставин» і включає широкий спектр примусових обставин; і

- Конкретно криміналізує сексуальне насильство у стосунках (тобто «подружнє зґвалтування»), або шляхом
  - Передбачити, що положення про сексуальне насильство застосовуються «незалежно від характеру стосунків» між злочинцем та потерпілою особою; або
  - заявивши, що «шлюб або інші стосунки не можуть бути підставою для захисту від звинувачення в сексуальному насильстві відповідно до законодавства».

Конвенція Ради Європи про запобігання та боротьбу з насильством щодо жінок і домашнім насильством, також відома як Стамбульська конвенція, яка створює юридично обов'язкові зобов'язання для країн, які вирішили її ратифікувати, говорить:
Стаття 36 - Сексуальне насильство, в тому числі зґвалтування
1. Сторони вживають необхідних законодавчих або інших заходів для забезпечення криміналізації наступних умисних дій:  1. здійснення без згоди вагінального, анального або орального проникнення сексуального характеру в тіло іншої особи будь-якою частиною тіла або предметом;
  2. вчинення інших дій сексуального характеру з особою без її згоди;
примушування іншої особи до вчинення дій сексуального характеру з третьою особою без її згоди;
  3. примушування до вчинення дій сексуального характеру з третьою особою без її згоди.

2. Згода повинна надаватися добровільно як результат вільного волевиявлення особи, оціненого в контексті навколишніх обставин.
3. Сторони вживають необхідних законодавчих або інших заходів для забезпечення того, щоб положення пункту 1 також застосовувалися до дій, вчинених проти колишнього або теперішнього подружжя або партнерів, як це визнається внутрішнім законодавством.

Статтю 36 також слід читати разом зі статтею 43 в якій говориться: Стаття 43 — Застосування кримінальних правопорушень - Злочини, визнані такими відповідно до цієї Конвенції, застосовуються незалежно від характеру відносин між жертвою і злочинцем.

## Закони по країнах

### Країни загального права
За загальним правом Англії зґвалтування було злочином. Це правопорушення стало правопорушенням за законодавством інших країн, включаючи Австралію та Сполучені Штати, в результаті колонізації чи завоювання, або наступної цесії (див. Британська імперія). Про це йдеться в розділі Зґвалтування в англійському праві § Історія.
Відповідно до цього закону, зґвалтування традиційно описує акт чоловіка, який примушує жінку до статевого акту (статевого проникнення статевого члена в піхву) з ним. Загальноправове зґвалтування вимагало максимального фізичного опору з боку жертви, а також значної сили з боку підсудного. До кінця двадцятого століття зґвалтування подружжя не вважалося справжнім випадком зґвалтування, оскільки вважалося, що обидва подружжя дали згоду на довічні сексуальні стосунки через весільну обітницю. Однак зі змінами щодо звільнення від зґвалтування у шлюбі, а також із значним розвитком прав жінок переконання в праві подружжя примушувати до статевого акту стало менш поширеним.
У Шотландії зґвалтування також є злочином згідно загального права. Це правопорушення не було похідним від англійського злочину, оскільки Шотландія зберегла власну систему кримінального права відповідно до Актів Союзу 1707 року.

### Бутан
Глава 14 (Сексуальні злочини) Кримінального кодексу Бутану 2004 року забороняє зґвалтування та інші сексуальні злочини. Відповідно до Кримінального кодексу існує кілька категорій зґвалтування, які караються по-різному, залежно від таких факторів, як вік жертви, стосунки між жертвою та злочинцем, кількість учасників (групове зґвалтування), чи була жертва вагітна, чи була травма. Зґвалтування подружжям також визнається правопорушенням згідно із законами 2004 року та класифікується як дрібний проступок. Найбільш тяжким видом зґвалтування є групове зґвалтування дитини віком до дванадцяти років, яке кваліфікується як злочин першого ступеня.
Зґвалтування.
1. Підсудний визнається винним у зґвалтуванні, якщо він вступає в статеві зносини з іншою особою:

  - (a) Без згоди особи або за її згодою, якщо згода отримана шляхом залякування особи або третьої особи смертю або тяжким тілесним ушкодженням;
  - (b) Примушує іншу особу до статевого акту силою або погрозою неминучої смерті, нанесення тілесних ушкоджень чи тяжких тілесних ушкоджень або вчинення тяжкого злочину щодо цієї особи чи третьої особи; (c) Значно погіршує здоров'я іншої особи;
  - (c) суттєво погіршує здатність іншої особи оцінювати або контролювати свою поведінку шляхом введення наркотиків, одурманюючих засобів або інших речовин без її згоди з метою запобігання опору особи статевому акту, або
  - (d) приводить іншу особу до непритомності з метою вчинення статевого акту

Найбільш тяжким сексуальним злочином є групове зґвалтування дитини віком до 12 років.
Групове зґвалтування дитини віком до дванадцяти років
1. Обвинувачений визнається винним у вчиненні групового зґвалтування дитини, яка не досягла дванадцятирічного віку, коли двоє або більше осіб вступають у статеві зносини з дитиною, яка не досягла дванадцятирічного віку.

Градація групового зґвалтування дитини, яка не досягла дванадцятирічного віку
2. Злочин групового зґвалтування дитини, яка не досягла дванадцяти років, є тяжким злочином першого ступеня

Зґвалтування у шлюбі є незаконним:
Подружнє зґвалтування

- Підсудний визнається винним у зґвалтуванні у шлюбі, якщо він вступає у статеві зносини зі своєю дружиною чи чоловіком без згоди або проти волі другого з подружжя.

Класифікація зґвалтувань у шлюбі
- Зґвалтування у шлюбі є дрібним проступком.

### Канада
Кримінальний кодекс не містить злочину «зґвалтування», яке історично вимагало доказів пенетрації статевого члена для засудження. Натомість закон криміналізує «сексуальне насильство», яке визначається як сексуальний контакт з іншою особою без її згоди. Злочин сексуального насильства є ширшим, ніж історичний злочин зґвалтування. Доказ проникнення не потрібний для обґрунтування злочину сексуального насильства, також правопорушення не залежить від статі. У розділі 273.1(1) Кримінального кодексу згода визначається як «добровільна згода заявника брати участь у сексуальних діях, про які йдеться».

### Франція
У Кримінальному кодексі Франції будь-який акт сексуального проникнення, незалежно від його характеру, вчинений проти іншої особи або кривдника шляхом насильства, примусу, погрози чи несподіванки, є зґвалтуванням. Зґвалтування карається позбавленням волі на строк до п'ятнадцяти років.
За певних обтяжуючих обставин зґвалтування карається позбавленням волі строком до двадцяти років (включно з жертвою віком до 15 років).
Зґвалтування карається позбавленням волі на строк до тридцяти років, якщо воно спричинило смерть жертви.
Зґвалтування карається максимальним довічним ув'язненням, якщо йому передують, супроводжуються або супроводжуються тортурами чи актами варварства.

### Ірландія
У законодавстві Республіки Ірландія є два окремі злочини зґвалтування:
- «зґвалтування [за загальним правом]», обмежене вагінальним проникненням пеніса
- «зґвалтування відповідно до розділу 4 [Закону про кримінальне право (зґвалтування) (з поправками) 1990 року з поправками]», за анальне або оральне проникнення через пеніс або вагінальне проникнення неживих предметів

Злочини передбачають однакове покарання у вигляді довічного ув'язнення та однакові положення щодо проведення судових процесів, за винятком того, що зґвалтування відповідно до розділу 4 є альтернативним вироком у судовому процесі щодо зґвалтування, але не навпаки.

Злочин загального права був кодифікований Законом про злочини проти особистості 1861 року та Законом про кримінальне право (зґвалтування) 1981 року. Законодавче визначення було введено розділом 2(1) акту 1981 року; зі змінами йдеться:
Чоловік вчиняє зґвалтування, якщо- (a) він вступає в статеві зносини з жінкою, яка в момент статевого акту не дає на це згоди, і
- (b) у цей час він знає, що вона не дає згоди на статеві зносини, або він легковажно ставиться до того, чи дає вона згоду на них, чи ні,

і посилання на зґвалтування в цьому Законі та будь-якому іншому нормативно-правовому акті слід тлумачити відповідним чином.
Закон також обмежив посилання на минулу сексуальну історію ймовірної жертви і забезпечив анонімність для обох сторін. Спочатку в діянні йшлося про «незаконні статеві зносини»; слово «незаконний», призначене для збереження звільнення від зґвалтування в шлюбі, було видалено законом 1990 року.

Розділ 4 Закону 1990 року визначає «зґвалтування відповідно до розділу 4» таким чином:
У цьому Законі «зґвалтування за статтею 4» означає сексуальний напад, який включає
- (a) проникнення (навіть незначне) пеніса в анус або рот, або
- (b) проникнення (навіть незначне) у піхву будь-яким предметом, який тримала або яким маніпулювала інша особа.

У розділі 2 закону 1990 року «сексуальне насильство» визначається як «непристойне насильство», яке інакше не визначено. У доповіді Комісії з правової реформи (LRC) 1988 року про «зґвалтування та пов'язані з ним злочини», на якій ґрунтувався закон 1990 року, рекомендовано розширити визначення загального права, а не створювати новий злочин, а також включити проникнення в анус до сфери застосування. розділу 4(b). Закон 1990 року передбачав, щоб розгляд обох злочинів зґвалтування здійснювався в Центральному кримінальному суді скасував правило, за яким чоловіки віком до 14 років вважалися нездатними вчиняти сексуальні злочини, і пом'якшив обов'язок попереджати присяжних щодо непідтверджених свідчень передбачуваної жертви. У ньому також зазначено, що ненадання опору не є доказом згоди.

### Греція
Кримінальний кодекс, ст. 336 абз. 1 створює злочин зґвалтування. Він говорить:
# Хто фізичним насильством або погрозою тяжкої і прямої небезпеки примушує іншого до статевих зносин або до терпимості чи вчинення непристойного вчинку, той карається позбавленням волі.
У 2019 році був доданий новий абзац (ст. 336 ч. 5), який фактично зробив відсутність згоди єдиним критерієм зґвалтування. Він говорить:
1. Той, хто, окрім випадку, передбаченого частиною 1, намагається вступити в статеві зносини без згоди потерпілої особи, карається позбавленням волі на строк до десяти років.

Зґвалтування подружжя було визнано незаконним у 2006 році.

### Гватемала
Закон «Про боротьбу з сексуальним насильством, експлуатацією та торгівлею людьми» 2009 року визначає зґвалтування таким чином:
Зґвалтування

Той, хто, застосовуючи фізичне або психологічне насильство, вступає з іншою особою у вагінальний, анальний або оральний статевий акт, або вводить будь-яку частину тіла чи предмет цими методами, або примушує іншу особу до цього, карається позбавленням волі на строк від восьми до дванадцяти років. Також злочин вчиняється, якщо жертвою є особа, яка не досягла чотирнадцяти років, або особа з вольовими чи когнітивними розладами, навіть за відсутності фізичного чи психологічного насильства. Покарання призначається без шкоди для покарань, які можуть бути застосовані за вчинення інших правопорушень.

### Індія
У 2019 році Верховний суд Індії постановив, що статеві стосунки за фальшивою обіцянкою одруження є зґвалтуванням.

### Іран
В Ірані за зґвалтування карають стратою через повішення на площах або в тюрмах.

### Ізраїль
В Ізраїлі таке визначення кримінального злочину зґвалтування:
Зґвалтування 345.(a)
Якщо особа мала статеві зносини з жінкою
- (1) без її вільно висловленої згоди;
- (2) за згодою жінки, яка була отримана шляхом обману щодо особи або характеру дії;
- (3) коли жінка є неповнолітньою, яка не досягла 14 років, навіть за її згодою;
- (4) з використанням непритомного стану жінки або іншого стану, що перешкоджає їй дати вільну згоду;
- (5) використовуючи факт її психічної хвороби або недорозвиненості, якщо через хворобу або недорозвиненість її згода на статеві зносини не була вільною згодою;

потім вчинив зґвалтування, за що йому загрожує шістнадцять років позбавлення волі.

### Нова Зеландія
Зґвалтування є частиною статутного злочину сексуального насильства. Сексуальне насильство визначено розділом 128 Закону про злочини 1961 року.
Сексуальне насильство визначається таким чином:
- (1) Сексуальне насильство - це дії особи, яка...—  - (a) зґвалтує іншу особу; або
  - (b) має незаконний статевий зв'язок з іншою особою.

- (2) Особа А зґвалтує особу Б, якщо особа А має статевий зв'язок з особою Б, що здійснюється шляхом проникнення статевого члена особи Б в статеві органи особи А,—  - (a) без згоди особи B на з'єднання; та
  - (b) не маючи достатніх підстав вважати, що особа Б дає згоду на такий зв'язок.

- (3) Особа А має незаконний статевий зв'язок з особою Б, якщо особа А має статевий зв'язок з особою Б—  - (a) без згоди особи B на з'єднання; та
  - (b) не маючи достатніх підстав вважати, що особа Б дає згоду на такий зв'язок.

- (4) Одна особа може бути засуджена за сексуальне насильство над іншою особою в той час, коли вони перебували у шлюбі між собою.

#### Згода
Дозвіл особи на сексуальний зв'язок з нею не означає, що вона автоматично дає на це юридичну згоду. Якщо ця особа дозволяє сексуальний зв'язок через примус (наприклад, під впливом сили, погроз або страху перед силою; коли вона спить або перебуває під впливом алкоголю чи наркотиків; якщо вона перебуває під впливом інтелектуального, психічного чи фізичного стану або розладу певного характеру і ступеня; коли вона помиляється щодо особи партнера), то вона не дає юридичної згоди на статевий зв'язок.
128A Дозвіл на статеві стосунки за певних обставин не означає згоди
- (1) Людина не дає згоди на сексуальні дії лише тому, що не протестує і не чинить фізичного опору таким діям.
- (2) Людина не дає згоду на сексуальні дії, якщо вона дозволяє їх вчинення через  - (a) застосування сили до нього або іншої особи; або
  - (b) погрозу (явну чи неявну) застосування сили до нього або до іншої особи; або
  - (c) побоювання застосування сили до неї або до іншої особи.

- (3) Особа не дає згоди на статеві зносини, якщо ці зносини відбуваються, коли вона спить або перебуває без свідомості.
- (4) Особа не дає згоди на статеві зносини, якщо вони відбуваються у стані алкогольного чи іншого наркотичного сп'яніння, коли вона не може дати згоду або відмовити у згоді на статеві зносини.
- (5) Особа не дає згоди на статеві зносини, якщо вони відбуваються під впливом інтелектуального, психічного чи фізичного стану або порушення такого характеру і ступеня, що вона не може дати згоду або відмовити у згоді на статеві зносини.
- (6) Особа не дає згоди на статеві зносини з іншою особою, якщо вона допускає статеві зносини через те, що помиляється щодо того, ким є інша особа.
- (7) Особа не дає згоди на акт сексуальної активності, якщо вона допускає цей акт, бо помиляється щодо його характеру та якості.
- (8) Цей розділ не обмежує обставини, за яких особа не дає згоди на статеві зносини.
- (9) Для цілей цього розділу, — дозволяє, включає згоду, підпорядкування, участь та вчинення сексуальних дій, по відношенню до особи, означає  - (a) сексуальний зв'язок з особою; або
  - (b) вчинення з особою непристойної дії, яка без її згоди була б непристойним посяганням на неї.

Також караються замах на сексуальне насильство та насильство з метою сексуального насильства (стаття 129).
Стаття 129A має назву «Сексуальна поведінка за згодою, спричинена певними погрозами», і визнає незаконними сексуальні стосунки особи з іншою особою або вчинення непристойних дій щодо іншої особи, якщо обвинувачений знає, що іншу особу спонукали до згода на підключення/дія погрозою. Однак особа є винною у цьому злочині, «якщо (і тільки якщо) вона або вона знають, що іншу особу спонукали дати згоду» на сексуальний зв'язок/непристойний акт «прямою або неявною погрозою». Підрозділ (5), (a), (b), (c) цієї статті визначає «загрозу» для цілей цієї статті.
Стаття 135 забороняє непристойні напади. Стаття 138 забороняє сексуальну експлуатацію особи зі значними вадами.

### Норвегія
У Норвегії зґвалтування визначається за Кримінальним кодексом Норвегії § 192 як:
1. участь у сексуальних діях шляхом насильства або загрозливої поведінки,
2. участь у сексуальній активності з кимось, хто знаходиться без свідомості або з будь-якої іншої причини нездатний чинити опір акту, або
3. за допомогою насильства або погрозливої поведінки, яка примушує будь-яку особу вступати в сексуальні дії з іншою особою або вчиняти подібні дії з нею чи нею.

За будь-якої з цих обставин особа, винна в зґвалтуванні, карається позбавленням волі на строк до 10 років. Проте, якщо особа винна в зґвалтуванні через грубу необережність, їй загрожує позбавлення волі на строк не більше п'яти років.
Якщо дія, про яку йдеться, була статевим актом або злочинець привів особу до втрати свідомості або втратила здатність чинити опір сексуальній активності, призначене покарання становить не менше трьох років позбавлення волі.
Крім того, той самий розділ визначає зґвалтування за обтяжуючих обставин як зґвалтування, вчинене

Крім того, у цій же статті зґвалтування при обтяжуючих обставинах визначається як вчинене зґвалтування
1. кількома особами за попередньою змовою (групове зґвалтування)
2. в особливо болючий або образливий спосіб
3. особою, раніше судимою за зґвалтування згідно з § 192 або за сексуальні дії з дитиною віком до 14 років (згідно з § 195 Кримінального кодексу)
4. таким чином, що жертва або помирає, або отримує тяжкі тілесні ушкодження.

Розділ визнає хвороби, що передаються статевим шляхом (визначені в Законі про захист від інфекцій), тяжкими тілесними ушкодженнями.

### Філіппіни
Article 266-A of the Revised Penal Code (Title Eight of Act No. 3815) provides that:
Стаття 266-А. Зґвалтування: коли і як вчиняється. - Зґвалтування вчиняється:- 1) Чоловіком, який вступає в статевий зв'язок з жінкою за будь-якої з наведених нижче обставин:  - a) Із застосуванням сили, погрози або залякування;
  - b) коли постраждала сторона позбавлена розуму або перебуває в непритомному стані;
  - в) за допомогою шахрайських махінацій або серйозного зловживання владою; і
  - d) коли потерпіла сторона не досягла 12 (дванадцяти) років або є недоумкуватою, навіть якщо жодна з обставин, згаданих вище, не присутня.
.
- 2) Будь-якою особою, яка за будь-яких обставин, зазначених у пункті 1 цієї статті, вчиняє акт сексуального насильства шляхом введення свого пеніса в рот або анальний отвір іншої особи, або будь-якого інструменту чи предмета в генітальний або анальний отвір іншої особи.

Глава 3 цього Кодексу, яка стосується зґвалтувань, була додана Законом про боротьбу з зґвалтуваннями 1997 року. Згідно зі статтею 2 цього Закону злочин у вигляді зґвалтування класифікується як злочин проти осіб відповідно до цього Кодексу.
3 березня 2022 року було підписано Республіканський закон (РА) № 11648, який змінив визначення зґвалтування на «особою, яка має тілесні знання про іншу особу», фактично зробивши зґвалтування чоловіка злочином.

### Росія
Згідно зі статтею 131 Кримінального кодексу Росії, зґвалтуванням вважається гетеросексуальний вагінальний статевий акт із застосуванням насильства чи погрози його застосування або з використанням безпорадного стану потерпілої особи. Інші форми насильницького статевого акту (чоловік-чоловік, жінка-чоловік, жінка-жінка і невагінальний чоловік-жінка) називаються «насильницькими діями сексуального характеру» і караються статтею 132. Ці два злочини, однак, караються однаково. Крім того, такі злочини, як статеві зносини з особою, яка не досягла статевої зрілості (16 років з 2013 року, стаття 134), та розпусні дії (стаття 135), якщо вони вчинені щодо особи, яка не досягла 12 років, з 2012 року вважаються зґвалтуванням або насильницькими діями сексуального характеру (залежно від статі злочинця і потерпілої особи та виду статевого акту) і караються за статтями 131 або 132, оскільки потерпіла особа вважається такою, що перебуває в безпорадному стані через свій вік. Однак стаття 134 передбачає більш суворе покарання за статеві зносини між особами однієї статі, ніж за статеві зносини між особами протилежної статі, якщо одна з осіб не досягла 16-річного віку.
Зґвалтування або примус до статевих дій без наявності обтяжуючих обставин караються позбавленням волі на строк від 3 до 6 років. Якщо злочин:
- вчинено повторно (щодо одного чи кількох потерпілих)
- було скоєно групою злочинців
- було вчинено з погрозою вбивства або тяжкого ушкодження здоров'я
- вчинено з особливою жорстокістю (наприклад, злочинець застосував насильство, що спричинило сильний фізичний біль, або злочин було вчинено в присутності родичів потерпілого)
- спричинив інфекцію ЗПСШ

то карається позбавленням волі на строк від 4 до 10 років з можливим подальшим обмеженням волі на строк до 2 років (тобто злочинець не може змінювати або залишати місце проживання без дозволу і повинен реєструватися в місцевій кримінально-виконавчій інспекції від 1 до 4 разів на місяць; суд також може накласти додаткові обмеження, наприклад, злочинець не може виходити з дому в певні години, відвідувати певні місця, змінювати роботу без дозволу).
Якщо злочин
- вчинено щодо особи віком від 14 до 18 років
- спричинили тяжку шкоду здоров'ю, інфікування ВІЛ або інші тяжкі наслідки (наприклад, самогубство потерпілого)

карається позбавленням волі на строк від 8 до 15 років з обов'язковим обмеженням волі на строк до 2 років та з позбавленням права обіймати певні види робіт чи роботи на строк до 20 років.
Якщо злочин
- спричинив смерть потерпілого з необережності
- вчинено щодо особи, яка не досягла 14 років

то карається позбавленням волі на строк від 12 до 20 років з наступним обов'язковим обмеженням волі на строк до 2 років та з позбавленням права обіймати певні види робіт чи роботи на строк до 20 років.
Якщо злочин вчинено щодо особи, яка не досягла 14 років, злочинцем, який раніше був засуджений за статевий злочин щодо неповнолітньої, карається позбавленням волі на строк від 15 до 20 років з позбавленням права обіймати певні види робіт чи роботи на строк до 20 років або довічним ув'язненням.

### Словаччина
Закон № 300/2005 — Кримінальне право
Параграф 199
Зґвалтування
- (1) Той, хто примушує жінку до статевого акту силою або погрозою негайного насильства або використовує її беззахисний стан для вчинення такого діяння, карається позбавленням волі на строк від п'яти до десяти років.
- (2) Злочинець карається позбавленням волі на строк від семи до п'ятнадцяти років, якщо він вчиняє діяння, зазначене в розділі 1.

  - a) більш серйозний спосіб дії,
  - б) на особу, що перебуває під захистом,
  - в) з особливих мотивів,
  - г) щодо жінки, яка перебуває під вартою або відбуває покарання у вигляді позбавлення волі, або
  - д) спільні дії щонайменше двох осіб.

- (3) Злочинець карається позбавленням волі на строк від п'ятнадцяти до двадцяти років, якщо він вчинив діяння, зазначене в розділі 1 і

  - a) завдає серйозної шкоди здоров'ю, або
  - б) безпосередньо загрожує життю дитини.

- (4) Злочинець карається позбавленням волі на строк від двадцяти до двадцяти п'яти років, якщо він вчинив діяння, зазначене в розділі 1.

  - a) і спричиняє смерть від нього, або
  - б) у кризовій ситуації.

### Південна Африка
У Південній Африці зґвалтування визначено Законом про внесення змін до Кримінального законодавства (сексуальні злочини та пов'язані з ними справи) 2007 року (Закон № 32 від 2007 року). Цей закон скасував загальне правопорушення зґвалтування та замінив його новим розширеним статутним злочином зґвалтування, застосовним до всіх форм сексуального проникнення без згоди, незалежно від статі. У розділі 3 закону зґвалтування визначається таким чином:
Будь-яка особа («А»), яка незаконно і навмисно вчиняє акт сексуального проникнення з заявницею («Б») без згоди Б, винна у скоєнні злочину зґвалтування.
а «сексуальне проникнення» визначається як:
будь-яка дія, що призводить до проникнення в будь-якій мірі —- (a) статеві органи однієї особи в статеві органи, анальний отвір або рот іншої особи або за їх межі;
- (b) будь-яку іншу частину тіла однієї особи або будь-який предмет, включаючи будь-яку частину тіла тварини, в статеві органи або анальний отвір іншої особи або поза ними; або
- (c) статеві органи тварини в рот або поза ним іншої особи [.]

Закон також пояснює, що зґвалтування у шлюбі є незаконним; Стаття 56 Закону передбачає, що:
Щоразу, коли обвинуваченій особі пред'являється обвинувачення у вчиненні злочину, передбаченого розділом 3, 4, 5, 6 або 7, твердження про те, що між нею та заявником існують або існували подружні чи інші стосунки, не є поважним захистом.

### Швейцарія
Зґвалтування визначається наступним чином:
Стаття 190.

Особа, яка примушує особу жіночої статі шляхом погроз або насильства, психологічного тиску або шляхом позбавлення її здатності чинити опір до вступу в статевий зв'язок, карається позбавленням волі на строк від одного до десяти років.
Зґвалтування у шлюбі було визнано незаконним у 1992 році, а з 2004 року зґвалтування у шлюбі переслідується ex officio (тобто за нього можна переслідувати, навіть якщо дружина не скаржиться).
Зґвалтування чоловіка вважається тяжким сексуальним насильством і притягується до відповідальності за ст. 189 Кримінального кодексу Швейцарії.

### Тринідад і Тобаго
Відповідно до законодавства Тринідаду і Тобаго, зґвалтування є кримінальним злочином, передбаченим розділом 4 Закону про сексуальні злочини:
Розділ 4. Зґвалтування

- (1) Відповідно до підрозділу (2), особа («обвинувачений») вчиняє злочин зґвалтування, коли вона вступає в статеві зносини з іншою особою («заявниця»)—  - (a) без згоди заявника, якщо він знає, що заявник не дає згоди на статевий акт, або не має впевненості в тому, що заявник дає згоду; або
  - (b) за згодою заявниці, якщо ця згода—    - (i) вимагається шляхом погрози або страху заподіяння тілесних ушкоджень заявнику або іншій особі;
    - (ii) отримано шляхом видачі себе за іншу особу;
    - (iii) отримано шляхом неправдивих або шахрайських заяв щодо характеру статевого акту; або
    - (iv) отримано шляхом незаконного затримання заявника

Зґвалтування у шлюбі також є незаконним; у підрозділі (5) зазначено: «(5) Ця стаття також застосовується до чоловіка у зв'язку з вчиненням злочину зґвалтування його дружиною».

### Велика Британія

#### Англія та Вельс
Раніше зґвалтування було злочином за загальним правом, покарання за який вперше було передбачено Законом про злочини проти особи 1861 року, а законодавче визначення — Законом про сексуальні злочини (з поправками) 1976 року. Цей закон був замінений Законом про сексуальні злочини 2003 року. Наразі зґвалтування визначається в розділі 1 цього закону так:
1. Зґвалтування
  - (1) Особа (А) вчиняє злочин, якщо—    - (a) вона навмисно проникає своїм пенісом у піхву, анальний отвір або рот іншої особи (Б),
    - (b) Б не дає згоди на проникнення, і
    - (c) А не має достатніх підстав вважати, що Б дає згоду.

Звідси випливає, що особа, яка не має статевого члена, не може вчинити зґвалтування (за загальними правилами тлумачення закону «слова, що означають чоловічий рід, включають в себе і жіночий», тому використання чоловічого займенника не перешкоджає засудженню за зґвалтування особи, яка юридично визнана жінкою). Розділ 2 цього закону визначає напад шляхом проникнення:
1. Напад шляхом проникнення
  - (1) Особа (А) вчиняє злочин, якщо—    - (a) вона навмисно проникає у піхву або анальний отвір іншої особи (B) частиною свого тіла або чимось іншим,
    - (б) це проникнення має сексуальний характер,
    - (c) Б не дає згоди на проникнення, і
    - (d) А не має достатніх підстав вважати, що Б дає на це згоду.

Обидва є кримінальними злочинами, максимальне покарання у вигляді довічного ув'язнення.
Зґвалтування жінкою (якщо воно не передбачає проникнення в жертву) підпадає під більш загальний розділ 4 «Схиляння особи до сексуальних дій без згоди» та/або розділ 3 "Сексуальне насильство (сексуальні дотики без згоди), обидва в будь-якому випадку правопорушення з максимальним покаранням у вигляді позбавлення волі на строк до 10 років.
Інші розділи створюють паралельні правопорушення, якщо жертва молодша 16 років; у цих випадках згода не має значення.

#### Північна Ірландія
Закон про сексуальні злочини точно повторює закон Англії. Зґвалтування є правопорушенням, передбаченим статтею 5 Наказу про статеві злочини (Північна Ірландія) 2008 року (SI 1769/2008 (NI 2)), який містить таке ж визначення, як і в Англії. Подібним чином напад шляхом проникнення, сексуальне насильство, спонукання особи до сексуальних дій без згоди, а також сексуальні злочини над неповнолітніми скопійовані із Закону про сексуальні злочини 2003 року.
За статтею 5(5), будь-яке посилання на зґвалтування в законодавчому положенні має тлумачитися відповідно до статті 5(1).
За законодавством Північної Ірландії жодна особа не несе деліктної відповідальності лише на підставі того, що вона позбавила іншу особу послуг своєї служниці, зґвалтувавши її.

#### Шотландія
Зґвалтування — це правопорушення, передбачене законом. Воно передбачене розділом 1 Закону про сексуальні злочини (Шотландія) 2009 року і визначається так:
Зґвалтування
- (1) Якщо людина («A»), з пенісом A—  - (a) без згоди іншої особи («B»), та
  - (b) без будь-якої обґрунтованої впевненості в тому, що B дає згоду,

проникає в будь-якій мірі, з наміром або з необережності, в піхву, анальний отвір або рот Б, тоді А скоює злочин, який називається зґвалтуванням.

Підрозділ (2) визначає, що «проникнення» стосується пеніса.
Подібно до англійського закону, цей закон також передбачає різні сексуальні злочини проти дітей, в яких згода не має значення, якщо жертва не досягла 16-річного віку. «Зґвалтування малолітньої дитини» за статтею 18 застосовується лише у випадку, якщо дитині не виповнилося 13 років; в іншому випадку це «статеві зносини з дитиною старшого віку».

##### Історія
До Закону про сексуальні злочини (Шотландія) 2009 року зґвалтування в шотландському законодавстві відрізнялося від визначення зґвалтування в інших правових системах. У Шотландії зґвалтування визначалося як «злочин за загальним правом, який полягав у тілесному захопленні жінки чоловіком без її згоди». Відповідно до шотландського законодавства, зґвалтування може здійснюватися лише чоловіком, який проник у піхву жінки. Якщо в анус чоловіка проникав пеніс іншого чоловіка, це називалося содомією і розглядалося як непристойний напад, форма нападу при обтяжуючих обставинах. Подібним чином, якщо чоловік проникає в анус жінки своїм пенісом без її згоди, його також звинувачуватимуть у непристойному нападі.
У Шотландії зґвалтування може бути переслідувано лише у Високому суді юстиції, і в разі визнання винним максимальне покарання, доступне суду, — довічне ув'язнення. Свідчення дистресу можуть бути використані як підтверджуючі докази. Свідчення про страждання можуть бути визнані першою особою або другом, яких жертва побачила після події. Це не слід плутати з показаннями з чужих слів, які зазвичай не приймаються до уваги.
Одним із ключових елементів судового переслідування чоловіка за зґвалтування є доведення того, що чоловік мав статевий акт без згоди жінки. Щоб статевий акт не був зґвалтуванням, потрібна активна згода жінки. Це означає, що жінці недостатньо бути «пасивною»; вона повинна активно погоджуватися. Це було встановлено довідкою лорда-адвоката (№ 1 за 2001 рік). Таким чином, чоловік все ще може бути засуджений за зґвалтування, навіть якщо жінка нічого не говорила і не чинила опору. Це зміна в законодавстві, оскільки раніше чоловікам, які вступали в статеві стосунки зі сплячими жінками (як у справі Чарльза Суїні) або жінками, які були непритомні внаслідок добровільного вживання наркотиків або алкоголю, інкримінували менш тяжкий злочин — непристойний напад, а не зґвалтування, оскільки вони не застосовували силу, щоб досягти проникнення в організм. Лорд-адвокатська довідка (№ 1 від 2001 року), вимагаючи «активної згоди», відкрила можливість вирішувати питання про те, чи може жінка, яка добровільно перебуває в стані алкогольного або наркотичного сп'яніння, дати згоду на статеві зносини. Це питання було уточнено новими законами 2009 року, які стверджують, що статевий акт відбувається без згоди, а отже, вважається зґвалтуванням, якщо він стався
... коли поведінка відбувається в той час, коли Б не може дати згоду на неї через вплив алкоголю або будь-якої іншої речовини.
Проникнення достатньо для того, щоб статевий акт визнавався зґвалтуванням: не обов'язково виділяється сім'яна рідина, а дівоча пліва жінки не має розриватися.
У Шотландії зґвалтування залишалося гендерно-специфічним злочином до прийняття Закону про сексуальні злочини (Шотландія) 2009 року. Цей закон набув чинності 1 грудня 2010 року. Закон розширив визначення зґвалтування, включивши до нього зґвалтування чоловіків.
Уповноважена у справах потерпілих в Англії та Вельсі, дама Віра Берд, попередила у 2020 році, що лише 14 % жертв сексуального насильства повідомляють про напад у поліцію. І навіть якщо про сексуальні напади та зґвалтування повідомляють, кількість судових переслідувань і засуджень залишається гнітюче низькою. У Британії лише 1,6 % зґвалтувань, про які повідомляється в поліцію, призводять до висунення звинувачень — це настільки низький показник, що Берд вважає, що «ми є свідками декриміналізації зґвалтувань».

### Сполучені Штати Америки

#### Закони штатів
У Сполучених Штатах немає федерального закону про зґвалтування через те, що Сполучені Штати проти Моррісон постановили, що частини Закону про насильство щодо жінок 1994 року були неконституційними. Кожен штат має власні закони щодо сексуальної агресії, деякі закони з моменту заснування США та протягом 1950-х років ґрунтувалися на расовій дискримінації темношкірих людей, на ярлику зґвалтування за згодою статевого акту між темношкірим чоловіком і білою жінкою, а також факт що закони про зґвалтування того часу не застосовуються, якщо жертвою була темношкіра жінка. У США також не існує національного стандарту для визначення зґвалтувань, скоєних чоловіком або жінкою, та повідомлення про них. Закони штатів значно відрізняються, і в більшості штатів термін «зґвалтування» більше не вживається, а цей злочин замінено такими злочинами, як «сексуальний напад», «злочинна сексуальна поведінка», «сексуальне насильство», «сексуальне побиття» тощо. Закони США про сексуальне насильство є складними, оскільки штати мають численні статті про сексуальні злочини, що стосуються різних ситуацій. За останні десятиліття закони про сексуальні злочини були значно змінені та модернізовані, і вони продовжують змінюватися.

#### Єдиний кодекс військової юстиції
Єдиний кодекс військової юстиції США [USC, розділ 10, підзаголовок A, розділ 47X, розділ 920, стаття 120] визначає зґвалтування як:
- (a) Зґвалтування - будь-яка особа, що підпадає під дію цієї глави, яка вчиняє статевий акт з іншою особою шляхом:  - (1) застосування незаконної сили проти іншої особи;
  - (2) застосування сили, що спричинила або може спричинити смерть або тяжкі тілесні ушкодження будь-якій особі;
  - (3) погрози або залякування іншою особою, що будь-яка особа буде піддана смерті, тяжким тілесним ушкодженням або викраденню;
  - (4) перше приведення іншої особи до втрати свідомості; або
  - (5) введення іншій особі із застосуванням сили або погрози силою, або без відома чи згоди цієї особи, наркотичних засобів, одурманюючих засобів чи інших подібних речовин і тим самим суттєво обмежуючи здатність цієї особи оцінювати свою поведінку або контролювати її.;

винна у зґвалтуванні і підлягає покаранню за вироком військового трибуналу.

Зґвалтування у шлюбі заборонено; закон зазначає: «Шлюб не є захистом від будь-якої поведінки, яка розглядається в будь-якому судовому переслідуванні згідно з цим розділом».

#### Повідомлення про зґвалтування
За словами репортера USA Today Кевіна Джонсона, «жодна інша основна категорія злочинів — окрім вбивства, нападу чи пограбування — не створила більш серйозного виклику довірі до національної статистики злочинності», як злочин зґвалтування. Він каже:
Існують вагомі підстави для того, щоб з обережністю робити висновки на основі звітів про зґвалтування. Два найбільш авторитетних дослідження - щорічний Єдиний звіт ФБР про злочинність та щорічне Національне опитування щодо віктимізації від злочинів, що проводиться Міністерством юстиції, - мають загальновизнані недоліки.
У звіті ФБР не повідомляється про зґвалтування жертвами чоловічої статі, як дорослими, так і дітьми, не повідомляється про непримусові зґвалтування будь-якої статі будь-якою статтю, і відображається лише кількість зґвалтувань, про які повідомлено поліції. Опитування Міністерства юстиції збирає інформацію від людей віком від 12 років, за винятком наймолодших жертв зґвалтування (та інцесту). Проте, використовуючи випадкове національне телефонне опитування домогосподарств, Національне дослідження жертв злочинності могло виявити зґвалтування, про які не було повідомлено поліції. Крім того, оскільки обидва офіційні звіти збирають дані про зґвалтування з держав із дуже різними стандартами та визначеннями того, що є зґвалтуванням, єдине звітування неможливо.
Щоб покращити відстеження зґвалтувань, у 1998 році Національний інститут юстиції та федеральні центри з контролю та профілактики захворювань вперше опублікували національне дослідження насильства щодо жінок. Його автори визнали, що вони використовували різні методології з відносно високим рівнем похибки. У звіті за 2000 рік зазначається, що «оскільки щорічні оцінки віктимізації зґвалтувань (по всій країні) базуються на відповідях лише 24 жінок і 8 чоловіків (виділено додано), які повідомили про зґвалтування, їх слід розглядати з обережністю». Далі в ньому зазначається, що він не повідомляє про зґвалтування дітей, підлітків, бездомних або людей, які проживають в установах, групових установах або в домогосподарствах без телефону.
Звіт про національне насильство щодо жінок за 2006 рік базувався на набагато більшій вибірці з 8000 чоловіків і 8000 жінок. За оцінками, «17,7 мільйона жінок і 2,8 мільйона чоловіків у Сполучених Штатах були примусово зґвалтовані в певний період свого життя, при цьому 302 091 жінка та 92 748 чоловіків були примусово зґвалтовані за рік, що передував опитуванню». У звіті термін «зґвалтування» включає скоєне та замах на зґвалтування. Однак переважна більшість зґвалтувань була завершеною: «Серед усіх респондентів 14,8 % жінок і 2,1 % чоловіків сказали, що вони були жертвами зґвалтування в певний період свого життя, тоді як 2,8 % жінок і 0,9 % чоловіків сказали, що вони були лише жертвами спроби зґвалтування».
Крім того, у багатьох штатах сексуальні злочини, які не є проникненням між чоловіком і жінкою, визначаються як сексуальне насильство, а не зґвалтування. Не існує національних стандартів для визначення та звітування про злочини, скоєні чоловіком проти чоловіка, жінкою проти жінки або жінкою проти чоловіка, тому такі злочини зазвичай не включаються до статистики зґвалтувань, за винятком випадків, коли ця статистика складається на основі інформації з держав, які вважають їх зґвалтуваннями.

#### Статистика зґвалтувань
Статистику кризових випадків зґвалтування можна знайти в ФБР і Бюро юстиції а також у CDC і RAINN (які використовують як джерело інші ресурси).